# Ferran Martín i González
Ferran Martín i González (Barcelona, 8 de juliol de 1970) és un il·lustrador, ninotaire i humorista gràfic.
Ha col·laborat amb les revistes El Viejo Topo, Mala impressió, Wet Comix, A les Barricades (Interviú), Mass MEDIA XXI, Onada de Cultures, Amaníaco, El Virus Mutante, El Batracio Amarillo, Diari ARA i El Jueves. També ha il·lustrat per les editorials Grup Promotor, Santillana i RBA. Ha fet vinyetes pels digitals e-notícies, eldebat.com, La Informacion.com i República.com. Ha participat dins de la tertúlia Els Matins de TV3 dibuixant en directe.
Des 1999 forma part del fitxer d'artistes locals de Badalona. Ha exposat al Palau Marc (Barcelona), a la Sala d'Art Josep Bages (Prat de Llobregat), a les sales Can Casacuberta, Can Pepus, Dalt de la Vila i El Refugi de Badalona, i dins de diferents Rutes d'Art Jove de Premià de Mar.
Ha col·laborat en els llibres "Enfoteu-vos-en" (2012), "Fins als Borbons" (2013), "La gran fàbrica d'independentistes" (2014) d'Angle Editorial, Any d'estelades (2012), Any de sobres (2013), Any de consulta (2014), Any electoral (2015) i el recopilatori antològic "Catacrack" (2014) amb l'editorial Efadós.
L'any 2017 va col·laborar a la revista Illegal Times.